# Филаделфија (Мисисипи)
Филаделфија (енгл. Philadelphia) град је у америчкој савезној држави Мисисипи.

## Демографија
По попису из 2010. године број становника је 7.477, што је 174 (2,4%) становника више него 2000. године.
| Група             | 2000.         | 2010.         |
| Белци             | 4.008 (54,9%) | 3.472 (46,4%) |
| Афроамериканци    | 2.930 (40,1%) | 3.504 (46,9%) |
| Азијати           | 36 (0,5%)     | 80 (1,1%)     |
| Хиспаноамериканци | 110 (1,5%)    | 160 (2,1%)    |
| Укупно            | 7.303         | 7.477         |